# Mönchs-Doktorfisch
Der Mönchs-Doktorfisch (Acanthurus gahhm), auch Gahhms Doktorfisch genannt, kommt endemisch im Roten Meer und im Golf von Aden vor.

## Merkmale
Der Mönchs-Doktorfisch ist schwärzlich gefärbt und wird 40 bis 50 cm lang und hat einen längsovalen, seitlich abgeflachten Körper. Ein auffälliges, senkrechtes weißes band markiert den Beginn der Schwanzflosse. Rücken- und Afterflosse sind abgerundet. Bei der Schwanzflosse dagegen sind die Enden ausgezogen, so dass sie eine Sichel bilden. Wie für Doktorfische typisch hat auch der Mönchs-Doktorfisch ein endständiges Maul.
- Flossenformel: Dorsale IX/24–28, Anale III/23–26.

## Lebensweise
Der Mönchs-Doktorfisch lebt in kleinen oder größeren Gruppen über Sand und Geröllboden in Lagunen oder an Außenriffen in Tiefen von 5 bis 40 Metern. Er ernährt sich von Algen, Detritus und Zooplankton.